# 深物业集团
深圳市物业发展（集团）股份有限公司（深交所：000011/200011，简称：深物业A/深物业B，曾用简称：ST深物业）是中国广东省深圳市的一间房地产开发公司。公司总股本5.96亿股（2013年底），总部位于中国深圳市人民南路国贸大厦，现任董事长为陈玉刚，总经理为魏志。
大股东为深圳市投资控股有限公司。

## 历史沿革
公司前身是深圳市物业发展公司，1985年8月，更名为深圳市物业发展总公司。1988年实行股份制改造。1990年4月公司名称更改为现名。1992年3月30日正式在深交所挂牌上市，上市首日股价收于11元。截止2013年底，公司总股本为5.96亿股，其中深圳市投资控股有限公司占有63.8%的股份，属国有绝对控股上市公司。经过30多年的发展，公司已经发展成为一家以房地产开发为主营产业，涉足物业管理、小汽车出租、餐饮、监理、仓储等多行业的集团公司。

## 股权分置改革
2009年10月股权分置改革获得股东大会通过（由非流通股股东向流通股股东每10股送3.9股），2009年11月股改对价实施完成。
根据本次股权分置改革方案，深物业流通A股股东每持有10股流通A股将获得全体非流通股股东支付的3.9股股份的对价安排。非流通股
股东将向流通A股股东支付35,642,607股股份的对价总额。股权分置改革方案实施后首个交易日，公司非流通股东持有的股份即可获
得上市流通权。公司股票于2009年11月3日恢复交易，对价股份上市流通，股票简称由“S深物业A”变更为“深物业A”。股权分置改革中，由投资控股公司代小非先行垫付对价，垫付部分应获得小非的偿还。